# 行方昭夫
行方 昭夫（なめかた あきお、1931年9月14日 - ）は、日本の英文学者、翻訳家。
東京大学・東洋学園大学名誉教授。日本モーム協会会長。

## 略歴
東京生まれ。父は朝日生命保険社長を務めた行方孝吉。
東京都立九段高等学校卒、1955年東京大学教養学部イギリス科卒業、1958年同英文科大学院修士課程修了、1966年東大教養学部助教授、1983年教授。1992年定年退官、東洋学園大学教授、学長を務めた。

## 活動
朱牟田夏雄、上田勤に師事し、アメリカ文学者としてヘンリー・ジェイムズを専攻していたが、英文読解者としても多くの著作を刊行し、英文学、英語学の専門誌である英語青年において英文解釈練習のコーナーを長年隔月で担当。岩波書店の同時代ライブラリー・オリジナル版として出た『英文快読術』（は、同シリーズで最も売れたという。『イシ』（や、ジェイムズ、サマセット・モームなど、正確な翻訳を次々と生み出している。

## 著書
※は電子書籍版も刊行
- 『英文快読術』（岩波同時代ライブラリー） 1994、岩波現代文庫 2003
- 『英語のこころを読む』（ちくま学芸文庫） 1996
  - 全面改訂版『実践 英文快読術』（岩波現代文庫） 2007
- 『英語のセンスを磨く 実践英語への誘い』（岩波書店） 2003
  - 改訂版『英語のセンスを磨く 英文快読への誘い』（岩波現代文庫） 2017※
- 『英語の発想がよくわかる表現50』（岩波ジュニア新書） 2005※
- 『英文の読み方』（岩波新書） 2007
- 『サマセット・モームを読む』（岩波書店、岩波セミナーブックス） 2010
- 『解釈につよくなるための英文50』（岩波ジュニア新書） 2012※
- 『モームの謎』（岩波現代文庫） 2013
- 『身につく英語のためのA to Z』（岩波ジュニア新書） 2014※
- 『英会話不要論』（文春新書） 2014※
- 『東大名誉教授と名作・モームの『赤毛』を読む 英文精読術』（DHC） 2015／学研※ - 各・改訂版 2024
- 『東大名誉教授と名作・モームの『大佐の奥方』を訳す 英文翻訳術』（DHC） 2016／学研※
- 『東大名誉教授と名作・モームの『物知り博士』で学ぶ 英文読解術』（DHC） 2017／学研※
- 『東大名誉教授と原文で楽しむ英文読書術』（DHC） 2017
- 『実践 英語のセンスを磨く - 難解な作品を読破する』（岩波現代文庫） 2018
- 『東大名誉教授と原文で楽しむ英文読書術 イギリスエッセイ編』（DHC） 2018
- 『読解英文傑作エッセイ21選　生きるヒント』（DHC） 2020
- 『読解力をきたえる英語名文30』（岩波ジュニア新書） 2022※

### 共編著
- 『サマセット･モーム』（朱牟田夏雄と共編著、研究社、20世紀英米文学案内19） 1966

『劇場』『クリスマスの休暇』の作品論について執筆、エッセイの『サミング･アップ』『極めて個人的な話』『一作家の手帖』の解説と内容紹介、旅行記全般に関する解説と内容紹介、書誌･年表
- 『英語の読み方、味わい方』（上田勤共著、新潮選書） 1990
- 『映画化された英米文学24 そのさわりを読む』（河島弘美と共編著、音羽書房鶴見書店） 2016

## 翻訳
- 『サンチェスの子供たち』（オスカー・ルイス、柴田稔彦共訳、みすず書房）全2巻 1969、新版（全1巻）1986
- 『ラ・ビーダ プエルト・リコの一家族の物語』（オスカー・ルイス、上島建吉共訳、みすず書房）全3巻 1970-71
- 『イシ 北米最後のインディアン』（シオドーラ・クローバー、岩波書店） 1970／改訳・岩波同時代ライブラリー 1991、岩波現代文庫 2003
- 『わたしエトセトラ』（スーザン・ソンタグ、新潮社） 1981
- 『ペンギン帝国を築いた男』（J・E・モーパーゴ、中央公論社） 1981
  - 改訂『ペンギン・ブックス 文庫の帝王A・レイン』（中公文庫） 1989
- 『一人の男と二人の女』（ドリス・レッシング、福武文庫） 1990
- 『五番目の男』（ロバートソン・デイヴィス、福武書店） 1991
- 『ナボコフのドン・キホーテ講義』（ウラジーミル・ナボコフ、河島弘美共訳、晶文社） 1992
- 『どん底の人びと　ロンドン1902』（ジャック・ロンドン、岩波文庫） 1995
- 『姉なる月 アリューシャン黙示録 第2部』（スー・ハリソン、晶文社） 1996
- 『兄なる風 アリューシャン黙示録 第3部』（スー・ハリソン、河島弘美共訳、晶文社） 1997
- 『癒される日々 ペットの死をこえて』（ゲーリー・コワルスキー、西川健誠共訳、晶文社） 2000
- 『たいした問題じゃないが - イギリス・コラム傑作選』（編訳、岩波文庫） 2009
- 『モナリザの微笑 ハクスレー傑作選』（オルダス・ハクスレー、講談社文芸文庫） 2019※
- 『お許しいただければ - 続イギリス・コラム傑作選』（編訳、岩波文庫） 2025.6

### ヘンリー・ジェイムズ
- 『アスパンの恋文』（ヘンリー・ジェイムズ、八潮出版社） 1965／岩波文庫 1998 - 改訳
- 『モーヴ夫人』（ヘンリー・ジェイムズ、八潮出版社） 1977
- 『デイジー・ミラー 他三篇』（ヘンリー・ジェイムズ、八潮出版社） 1989
  - 改訳『ねじの回転 / デイジー・ミラー』（岩波文庫） 2003
- 『嘘つき』（ヘンリー・ジェイムズ、福武文庫） 1989 - 他二篇
  - 『ヘンリー・ジェイムズ傑作選』（ヘンリー・ジェイムズ、講談社文芸文庫） 2017※ - 増補・全五篇
- 『ある婦人の肖像』上中下（ヘンリー・ジェイムズ、岩波文庫） 1996
- 『ロデリック・ハドソン』（ヘンリー・ジェイムズ、講談社文芸文庫） 2021※

### サマセット・モーム
- 『人間の絆』上・中・下（サマセット・モーム、岩波文庫） 2001
- 『月と六ペンス』（サマセット・モーム、岩波文庫） 2005
- 『サミング・アップ』（サマセット・モーム、岩波文庫） 2007
- 『モーム短篇選』上・下（サマセット・モーム、岩波文庫） 2008
- 『モーム語録』（サマセット・モーム、編訳、岩波現代文庫） 2010
- 『お菓子とビール』（サマセット・モーム、岩波文庫） 2011
- 『聖火』（サマセット・モーム、講談社文芸文庫） 2017※
- 『報いられたもの / 働き手』（サマセット・モーム、講談社文芸文庫） 2018※

## 参考
- 駒場1991